# آلبروبلو
آلبِروبِلو (به ایتالیایی: Alberobello) شهر و کمونهای کوچک در استان باری در آپولیای ایتالیاست که بنا بر سرشماری انجام‌گرفته در دسامبر ۲۰۰۷، ۱۱ هزار نفر سکنه دارد. شهرت آلبروبلو برای سازه‌هایی موسوم به ترولو است. ترولو که در جمع ترولی نامیده می‌شود کلبه‌های سنتی آپولیایی از جنس سنگ و با سقف‌هایی مخروطی‌شکل است. این ترولوها از سال ۱۹۹۶ در فهرست میراث جهانی یونسکو جای گرفته‌اند.

## شهرهای خواهرخوانده
- شیراکاوا و گوکایاما، ژاپن

## جمعیت
Abitanti censiti

## نگارخانه

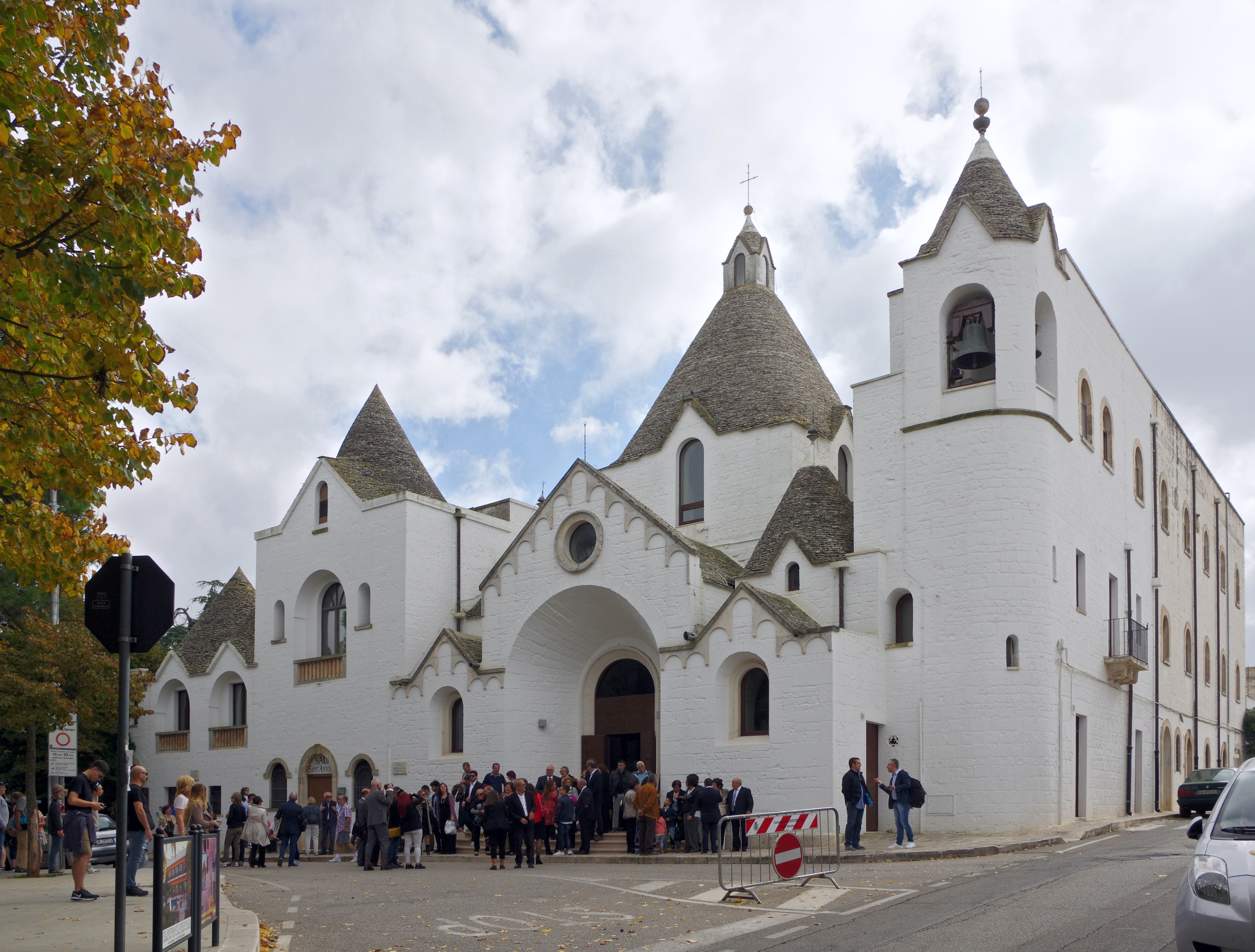
کلیسای سنت آنتونیو
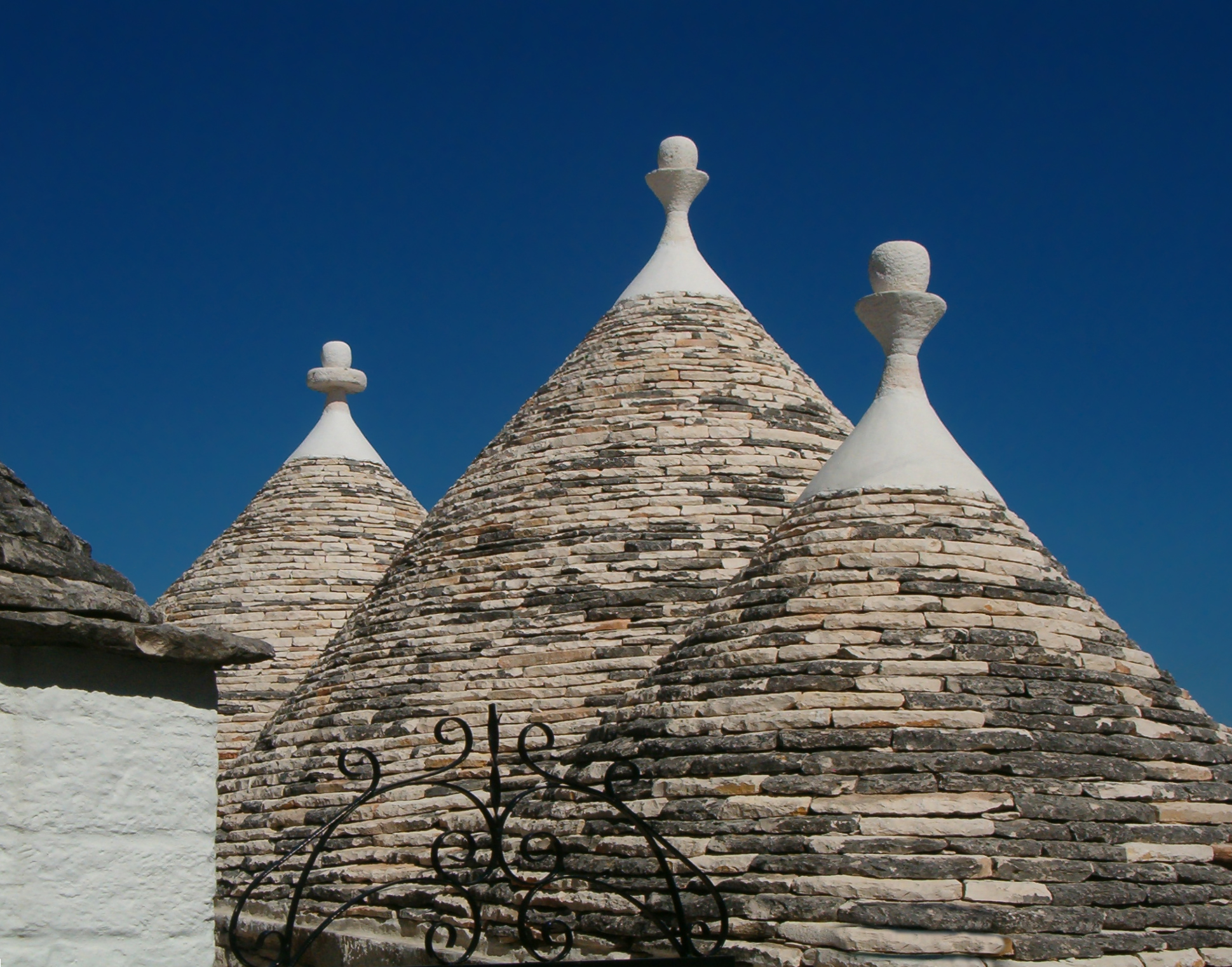
سقف مخروطی‌شکل ترولو
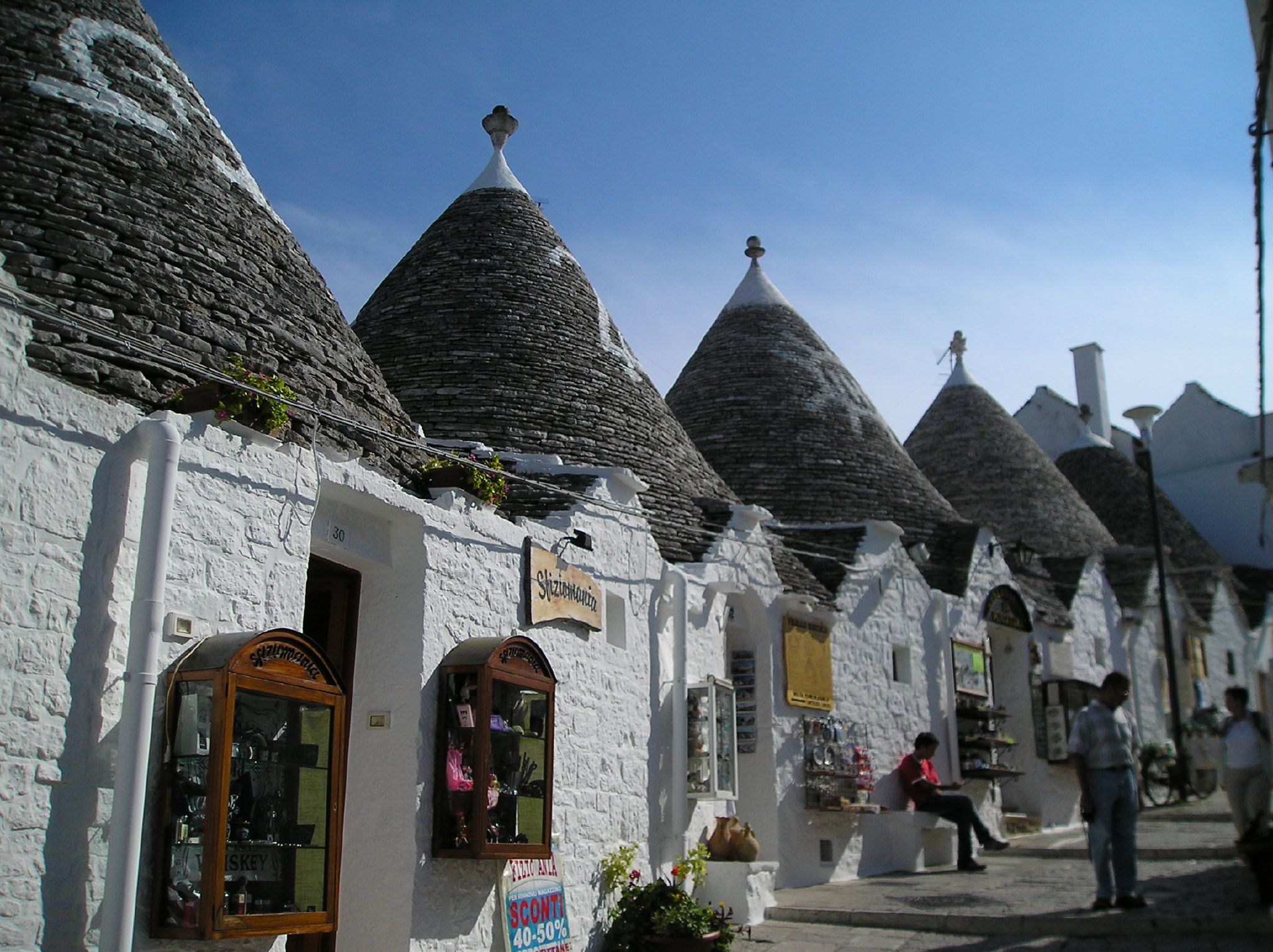
ردیفی از ترولوها
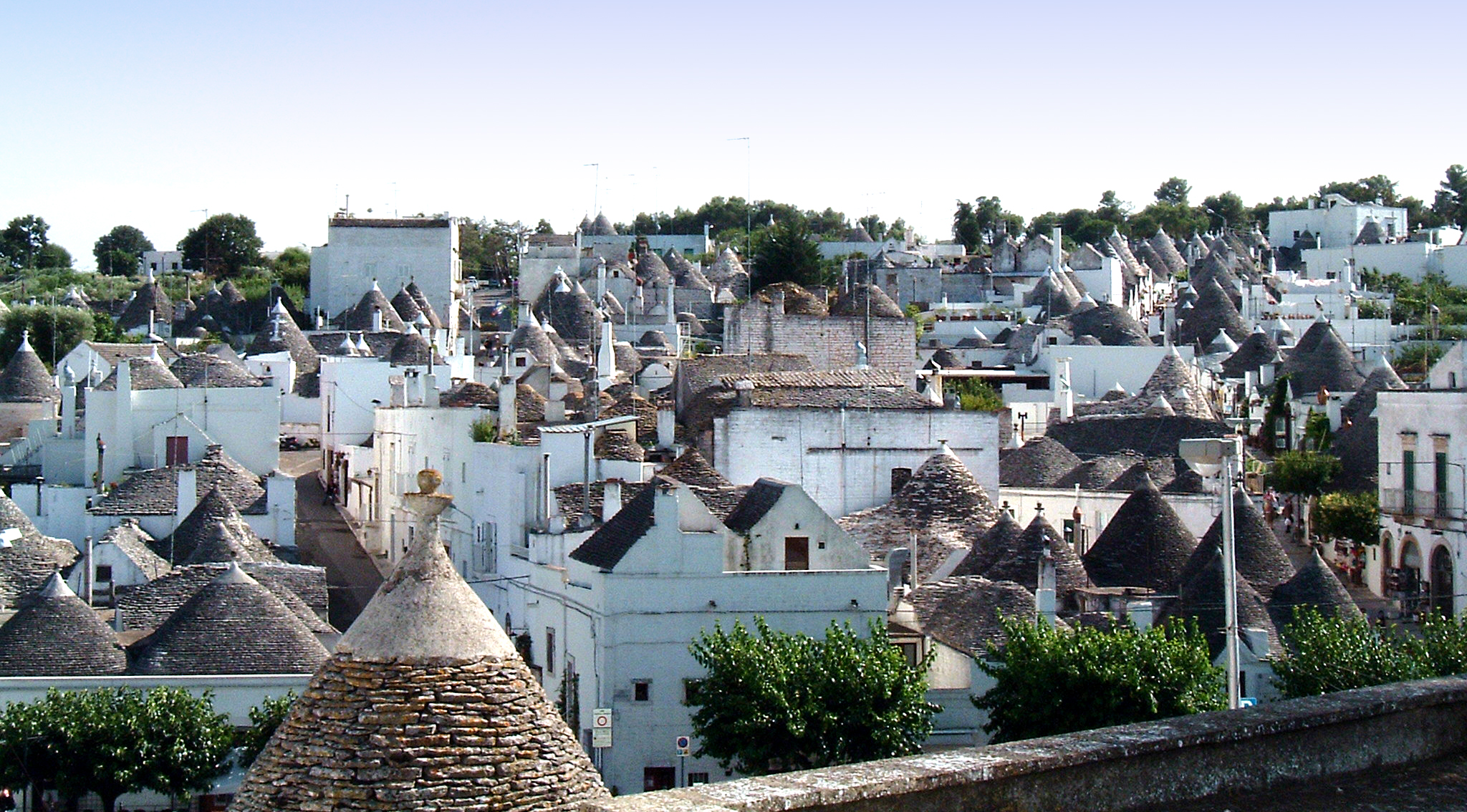
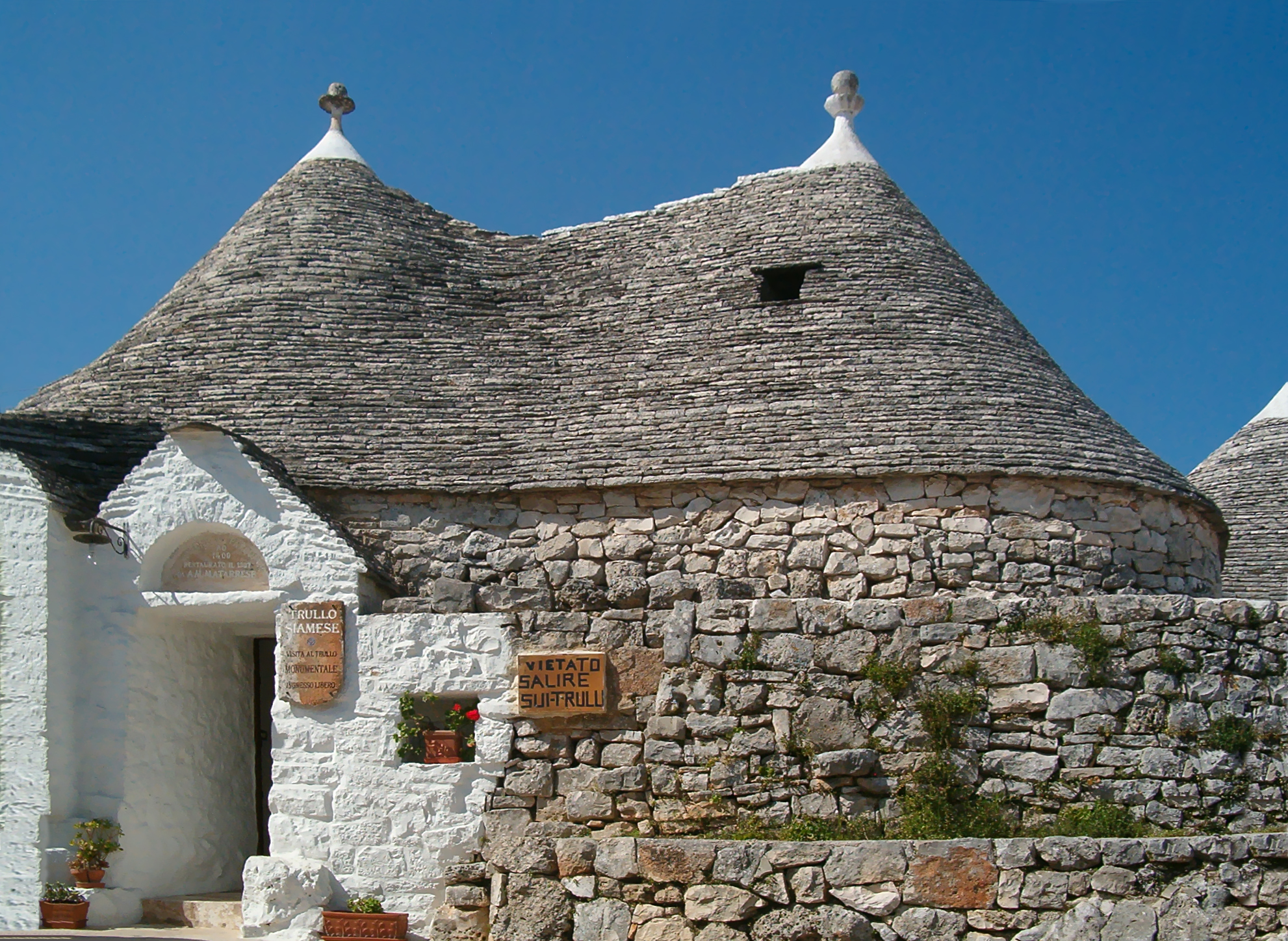
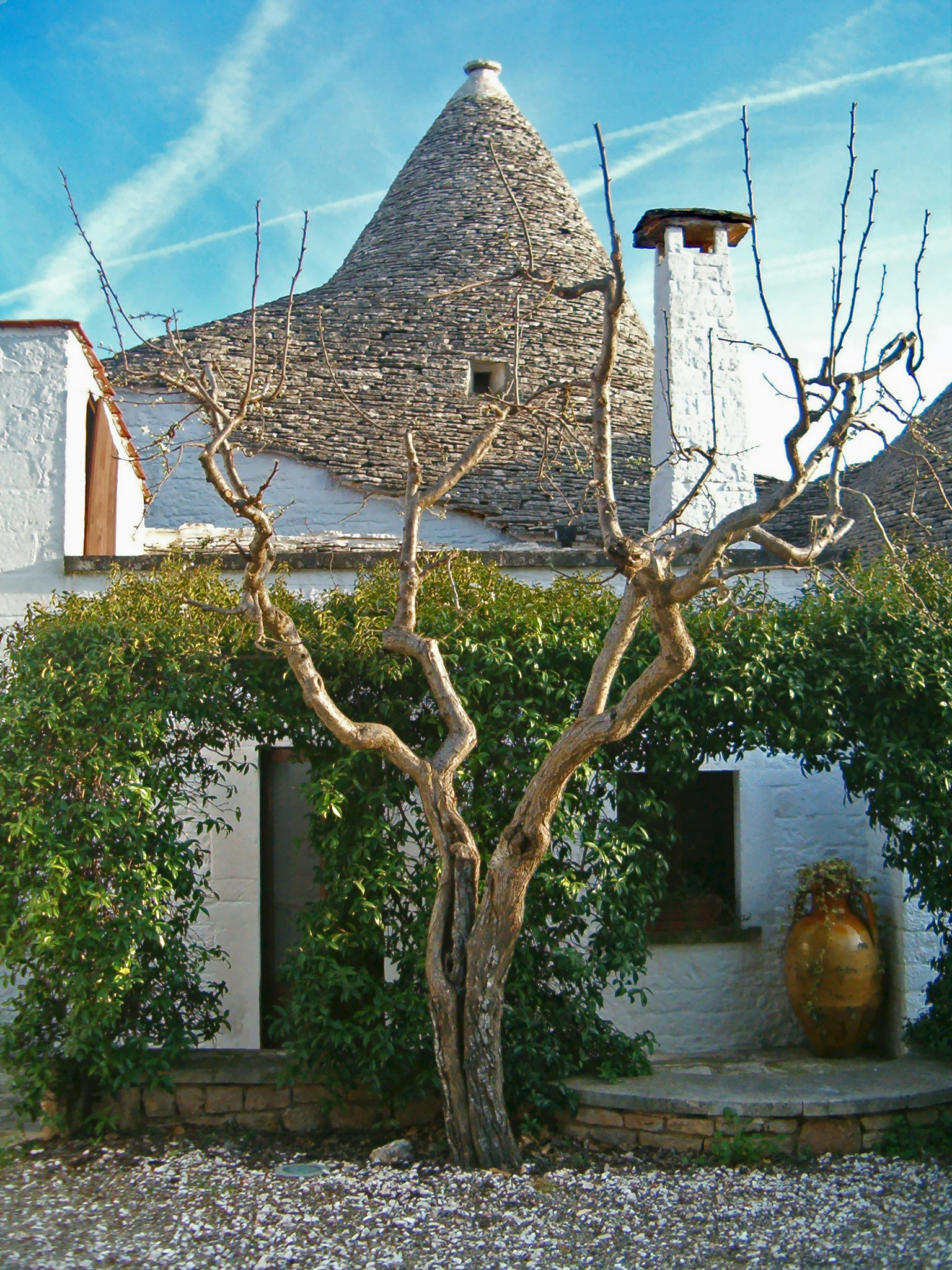